# Benz 18/45 PS
La Benz 18/45 PS era un'autovettura di lusso prodotta dal 1914 al 1921 dalla Casa automobilistica tedesca Benz & Cie.

## Storia e caratteristiche
La 18/45 PS venne introdotta in sostituzione del modello 16/40 PS. Questa vettura venne prodotta sostanzialmente in due configurazioni di carrozzeria: torpedo e limousine. Essa montava un quadricilindrico biblocco da 4.7 litri in grado di erogare 45 CV di potenza massima a 1650 giri/min.
Queste erano le caratteristiche tecniche della 18/45 PS:
Propulsore
- motore: 4 cilindri biblocco in linea;
- alesaggio e corsa: 100x150 mm;
- cilindrata: 4710 cm³;
- distribuzione: un asse a camme laterale;
- valvole: laterali, disposte ad L;
- rapporto di compressione: 4.15:1;
- alimentazione: carburatore Zenith;
- accensione: magnete e batteria;
- potenza massima: 45 CV a 1650 giri/min.

trasmissione
- tipo trasmissione: ad albero cardanico;
- trazione: posteriore;
- cambio: a 4 marce;
- frizione: a cono con guarnizione in cuoio.

Autotelaio
- telaio: in lamiera d'acciaio stampata;
- sospensioni: ad assale rigido con molle a balestra;
- freni: a ceppi sull'albero di trasmissione.

Prestazioni
- Velocità max: 75 km/h.

La 18/45 PS venne sostituita nel 1921 dal modello 16/50 PS, di cilindrata inferiore (4.2 litri), ma con potenza di poco superiore, per conferire un comportamento più brillante e sportiveggiante al motore.